# دارکوب ولاسکوئز
دارکوب ولاسکوئز (نام علمی: Melanerpes santacruzi) نام یک گونه از سرده سیاه‌خزنده‌ها است.